# Give Me the Night
Give Me the Night ist ein Lied von Rod Temperton, das in der Interpretation von George Benson aus dem Jahr 1980 bekannt wurde. Produziert von Quincy Jones erschien es auf dem gleichnamigen Album von Benson.

## Geschichte
Give Me the Night ist den Musikrichtungen Disco und Post-Disco zuzuordnen. Patti Austin steuerte den Backgroundgesang bei, während Lee Ritenour die Gitarre im Lied spielte. Die Veröffentlichung der Auskopplung war am 1. Juni 1980.

## Musikvideo
Im Musikvideo bietet George Benson das Lied mit einer Begleitband dar, während er in den Zwischenszenen auf Rollschuhen auf einer Strandpromenade Gitarre spielt.

## Coverversionen
- 1980: Fausto Papetti
- 1994: Tom Browne
- 1995: Randy Crawford
- 2003: Joo Kraus (Gib’ mir die Nacht)
- 2005: Jean Dujardin (Le casse de Brice)
- 2006: Deutsche Radio Philharmonie Saarbrücken Kaiserslautern
- 2010: Jamie Foxx feat. Quincy Jones